# 即将到来的对华战争
《即将到来的对华战争》（英語：The Coming War on China）是一部纪录片，导演为澳大利亚的約翰·皮爾格（John Pilger）。纪录片于2016年12月5日在英国首映，于12月6日在英国独立电视台播出，今日俄罗斯也会播放本纪录片。时长约2小时。

## 背景与制作
根据东网的观点，大部分美国海军由于亞太再平衡政策被部署到了亚太地区，美军从澳洲北部至日本、南韩和印度、阿富汗、欧洲地区都有各式各样的军事基地，涉及到了軍艦、核武器和轟炸機，“形成了一個完美的絞索”。
据澎湃新闻报道，皮尔格为制作本片花费了2年的时间，采访了许多学者、官员和相关议题的见证者。皮尔格在澎湃新闻的專訪中說明本片的资金来源：三分之一由英国独立电视台出资，剩下的则来自洛根基金会（美国一家资助社会公平、学术研究、艺术创作及调查新闻的基金会）、伯莎基金会（一家资助社会公平项目的基金会）和众筹活动，澳洲特別廣播協會也是出资方之一。

## 内容
该纪录片的主要内容为“美国開發核武器的黑暗歷史——马绍尔群岛的许多人因为核辐射都患上癌症等事件”以及“美国蓄意制造中国威胁论”等等，认为“核战争可能爆发”，并且觉得“核战争爆发后不会有绝对的胜利者，光核污染会严重影响全球的气候，让全人类都遭殃”。

## 评价与回应
导演約翰·皮爾格曾表示：“核戰爭不再不可想像”、“我不会说我的意图是防止下一场世界大战，因为只有人们团结起来共同行动，才能阻止战争。”据BBC中文網报道，皮爾格认为美國、澳大利亞和英國的外交政策受到了帝国主义的驱使，而他也正是因为批评这些国家的外交政策而才得以闻名于世。
环球网的报道表示，这部纪录片可以让人们了解欧美国家“做了哪些令中国忍无可忍的事情”，展示了欧美国家“很多来自内部机密资料”和“他们伸向中国的屠刀”。
香港《苹果日报》刊登《Working USA》編輯委員會成員区龙宇（先驱社成員）的评论称，此片过于信任“中共爱好和平论”，中共可能无法“带来和平”、导致“相反后果”。区龙宇还表示，中共“不敢挑战美国霸权”、“不反对美国主导的全球化体制”，新自由主义无法“促成经济联系、消弭战争”，经济不景气时“为争夺市场而打仗”是常见现象。